# Front office
Front office ou linha de frente são as atividades de uma entitade com elevado nível de contato com o público.
Em informática, front office se refere a uma integração através do CRM software.
No mercado financeiro, front office se refere à administração da liquidez e a negociação de ativos.